# Apollon Barret
Apollon Marie-Rose Barret  (1804-1879) foi um oboísta francês, autor do célebre "Complete Method for the Oboe",  amplamente estudado pelos aprendizes desse instrumento. Foi também professor de oboé na Royal Academy of Music de Londres.
É ainda lembrado por ter aperfeiçoado o sistema do oboé, em colaboração com o fabricante Triébert - o que viria a resultar no oboé atual. Barret foi, durante 45 anos, o primeiro-oboísta do Royal Italian Opera, Covent Garden, em Londres.